# Construccions de pedra seca IV (la Pobla de Cérvoles)
Construccions de pedra seca IV és una obra de la Pobla de Cérvoles (Garrigues) inclosa a l'Inventari del Patrimoni Arquitectònic de Catalunya.

## Descripció
És una cabana de vinya encarada cap al sud, feta a base de pedres de diverses mides sense desbastar. Té una única obertura, la de la porta a la façana, lleugerament desplaçada cap a la dreta. Aquest és l'únic element fet amb grans pedres ben escairades. Al seu interior hi té un dormitori de grans dimensions, és un dels majors trobats en construccions d'aquest tipus a la comarca. Està situat al contrafort de la paret dreta. Una paret parteix l'estança de l'animal, separant-la de la resta de la cabana.També hi ha una menjadora pels animals, una llar de foc a terra, un banc i una taula al seu costat, armaris i un altell al que s'accedeix a través d'una escala de fusta. A l'exterior, al pla que hi ha al seu davant, hi ha una cisterna coberta amb una falsa cúpula de grans dimensions, també feta de pedres al sec.